# Anđa Marković
Anđelija Marković, coniugata Kresojević, detta Anđa (in serbo Анђелија Марковић-Кресојевић?; Belgrado, 30 gennaio 1937 – Belgrado, 13 gennaio 2017), è stata una cestista jugoslava.

## Carriera
Con la Jugoslavia ha disputato i Campionati europei del 1954.